# Russula nana
Russula nana Killerm., Denkschr. Königl.-Baier. Bot. Ges. Regensburg 20: 38 (1936).

## Descrizione della specie
Cappello
1,5-3 cm di diametro, da globoso a convesso, poi appianato, leggermente depresso al centro.
cuticolaparzialmente separabile, sericea, lucida, di colore rosso vivo, più scuro al centro.
marginesottile, ottuso.
Lamelle
Mediamente spaziate, libere, brevemente forcate al gambo, bianche, con leggeri riflessi grigiastri.
Gambo
2-4 cm, claviforme, fragile, rugoloso, reticolato, bianco, bruno-grigiastro al tocco.
Carne
Fragile, molle, acquosa nel gambo, bianca, leggermente ingrigente.
- Odore: fruttato.
- Sapore: piccante.

Spore
Bianche in massa, verrucose.

## Reazioni macrochimiche
- Solfato ferroso: subito rosa.
- Guaiaco: positivo.

## Habitat
Fruttifica oltre il limite della vegetazione arborea, su tappeti di Salice nano (Salix).

## Commestibilità
Sospetto. Comunque non edule per via del sapore piccante.

## Specie simili
La R. nana si distingue dalla Russula emetica per le dimensioni molto più piccole, il diametro del cappello massimo di 5 cm e per l'habitat preferito, cioè praterie alpine oltre i 2000 metri d'altezza.